# Джерма985
Джереми Элбертсон (англ. Jeremy Elbertson) , более известный как Jerma985 или Джерма (/ˈdʒɜːrmə/), американский стример, ютубер и актёр озвучивания, известный своими прямыми трансляциями на стриминговом сервисе Twitch.

## Ранняя жизнь и образование
Джереми родился 22 сентября 1985 года в семье ирландцев и поляков. После получения степени бакалавра наук в области коммуникативных исследований, Джереми стал учителем на замену и внештатным свадебным видеооператором .
Джереми проживал в Бостоне, штат Массачусетс, до 2018-го, позже он переехал в Лас-Вегас, штат Невада .

## Карьера

### До Newgrounds
Ранее Джереми владел ныне несуществующим веб-сайтом jermanet.com. На нём хранились видео и аудио клипы, в основном с его студенческих лет.

### Озвучка
В 2005 году Джереми создал аккаунт на Newgrounds, на котором часто посещал форумы озвучки и обсуждал свои работы с другими его участниками. Единственная информация, появившаяся на его ныне заброшенном профиле, — это работа в роли актёра озвучивания в анимации Шона МакГлинна «Солёное болото» («Salty Swamp»), где он играет деревенского идиота Локе, а также множество других персонажей. МакГлинн, также известный под псевдонимом Blordow, позже создал оригинальные анимации и музыку для YouTube и Twitch каналов Джереми.
Так же он подарил свой голос нескольким персонажам инди-играх, таких как «Мэтт» в Galactic Phantasy Prelude, Инженер в Cryptark, и Повелитель лошадей Гиппарх в Apotheon .

### YouTube
Джереми создал свой канал на YouTube, Jerma985, 11 июня 2011 года. В основном он снимал летсплеи по видеоигре Team Fortress 2, которую он использовал, чтобы помочь собрать деньги для некоммерческой организации Camp One Step .
8 октября 2011 года Джереми начал своё партнёрство с сетью онлайн-развлечений Machinima .

### Twitch
В 2016 году Джереми полностью перешёл на Twitch. В основном он стримит видеоигры (например, The Sims, House Flipper), общаясь со зрителями в твич-чате. После перехода на Twitch в качестве основной платформы он стал известен благодаря своим «нестандартным трансляциям» и выступлениям на зеленом экране, которые фанаты использовали для создания юмористических видео.
В марте 2021 года Джереми провел прямую трансляцию, на которой он занимался археологией и геологией с палеонтологом из Научного центра Невады. На ней, он «раскопал» коллекционные карты «Grotto Beasts», вымышленную карточную игру 1990-х годов, основанную на покемонах . Карты были созданы в сотрудничестве с несколькими художниками. Поклонники подыграли шутке, создав веб-сайт, напоминающий веб-страницу GeoCities 1990-х годов. В начале 2022 года Джерма пожертвовал 10 000 долларов Научному центру Невады.
В августе 2021 года Джереми начал «The Jerma985 Dollhouse» (с англ. «Кукольный Дом Джерма985»), вдохновленный The Sims, которые он назвал своим «самым большим проектом». Первый из трех стримов был транслирован 18 августа и начался с предварительно записанного видео, в котором Джереми выбирал свой наряд. Благодаря принципу стримов, зрителям удавалось контролировать действия Джереми, подобно персонажу Sims. Серия трансляций отличалась высокой стоимостью производства, а также уровнем контроля, который зрители имели над событиями стрима. В этих стримах использовалось сочетание визуальных эффектов и реальных декорации.

## Награды и номинации
| Год  | Церемония        | Категория                    | За что номинирован     | Результат | Источники |
| ---- | ---------------- | ---------------------------- | ---------------------- | --------- | --------- |
| 2022 | Премии стримеров | Лучшее транслируемое событие | The Jerma985 Dollhouse | [ 29 ]    |           |
| 2022 | Премии стримеров | Их собственная лига          | Собственные заслуги    | [ 29 ]    |           |